# Hesperumia babai
Hesperumia babai är en fjärilsart som beskrevs av Sato 1980. Hesperumia babai ingår i släktet Hesperumia och familjen mätare. Inga underarter finns listade i Catalogue of Life.